# ليسوم واردي
ليسوم واردي (الاسم العلمي: Illicium wardii) هو نوع نباتي يتبع جنس الليسوم من فصيلة الشزندرية.